# Memphis (genre)
Genre
Le genre Memphis regroupe des lépidoptères appartenant à la famille des Nymphalidae et à la sous-famille des Charaxinae.

## Dénomination
- Le genre Memphis a été décrit par l'entomologiste allemand Jakob Hübner en 1819[1].
- L'espèce type pour le genre est Memphis polycarmes (Fabricius, 1775).

### Synonymes
- Corycia (Hübner, 1825) [2]
- Cymatogramma (Doubleday, 1849) [3]
- Euschatzia (Grote, 1898) [4]
- Rydonia (Salazar & Constantino, 2001)
- Annagrapha (Salazar & Constantino, 2001)[5].

## Caractéristiques
Ce genre est présent uniquement en Amérique.

## Taxinomie
Liste des espèces
- Memphis acaudata (Röber, 1916)
- Memphis acidalia (Hübner, [1819])
- Memphis alberta (Druce, 1876)
- Memphis ambrosia (Druce, 1874)
- Memphis anna (Staudinger, 1897)
- Memphis anassa (C. & R. Felder, 1862)
- Memphis appias (Hübner, [1825])
- Memphis arginussa (Geyer, 1832)
- Memphis artacaena (Hewitson, 1869)
- Memphis aulica (Röber, 1916)
- Memphis aureola (Bates, 1866)
- Memphis basilia (Stoll, [1780])
- Memphis beatrix (Druce, 1874)
- Memphis boliviana (Druce, 1877)
- Memphis catinka (Druce, 1877)
- Memphis cerealia (Druce, 1877)
- Memphis cleomestra (Hewitson, 1869)
- Memphis cluvia (Hopffer, 1874)
- Memphis dia (Godman & Salvin, [1884])
- Memphis falcata (Hopffer, 1874)
- Memphis forreri (Godman & Salvin, [1884])
- Memphis glauce (C. & R. Felder, 1862)
- Memphis grandis (Druce, 1877)
- Memphis hedemanni (R. Felder, 1869)
- Memphis herbacea (Butler & Druce, 1872)
- Memphis hirta (Weymer, 1907)
- Memphis iphis (Latreille, [1813])
- Memphis juliani Constantino, 1999
- Memphis laertes (Cramer, [1775])
- Memphis laura (Druce, 1877)
- Memphis lemnos (Druce, 1877)
- Memphis leonida (Stoll, [1782])
- Memphis lineata (Salvin, 1869)
- Memphis lorna (Druce, 1877)
- Memphis lyceus (Druce, 1877)
- Memphis maria Pyrcz & Neild, 1996
- Memphis moeris (C. & R. Felder, [1867])
- Memphis montesino Pyrcz, 1995
- Memphis mora (Druce, 1874)
- Memphis moruus (Fabricius, 1775)
- Memphis neidhoeferi (Rotger, Escalante & Coronado, 1965)
- Memphis nenia (Druce, 1877)
- Memphis oenomais (Boisduval, 1870)
- Memphis offa (Druce, 1877)
- Memphis otrere (Hübner, 1825)
- Memphis pasibula (Doubleday, [1849])
- Memphis perenna (Godman & Salvin, [1884])
- Memphis phantes (Hopffer, 1874)
- Memphis philumena (Doubleday, [1849])
- Memphis pithyusa (R. Felder, 1869)
- Memphis polycarmes (Fabricius, 1775)
- Memphis polyxo (Druce, 1874)
- Memphis praxias (Hopffer, 1874)
- Memphis proserpina (Salvin, 1869)
- Memphis pseudiphis (Staudinger, 1887)
- Memphis salinasi Pyrcz, 1993
- Memphis verticordia (Hübner, 1824)
- Memphis viloriae Pyrcz & Neild, 1996
- Memphis wellingi Miller & Miller, 1976
- Memphis xenippa (Hall, 1935)
- Memphis xenocles (Westwood, 1850)

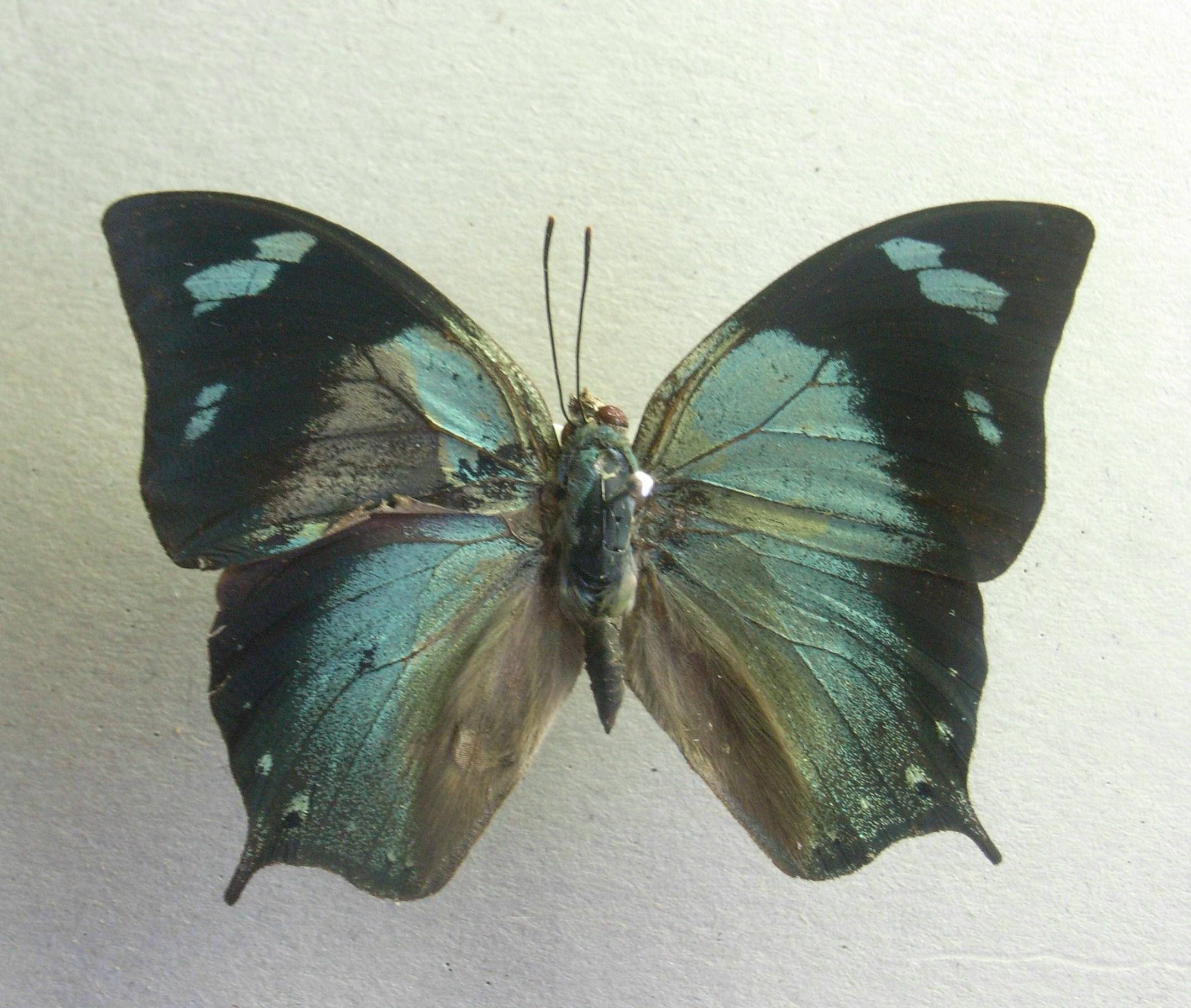
Memphis glauce
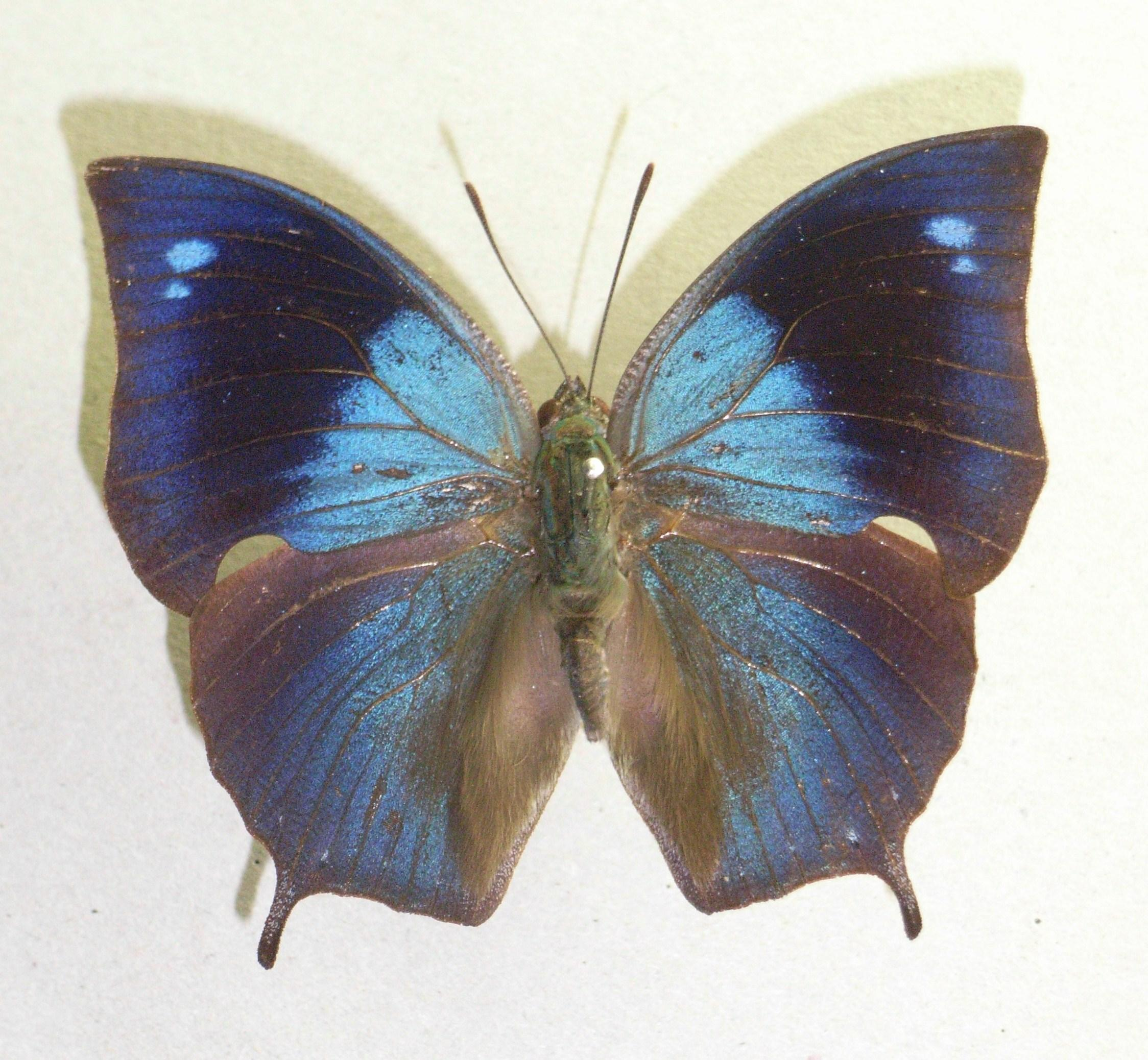
*Memphis moruus
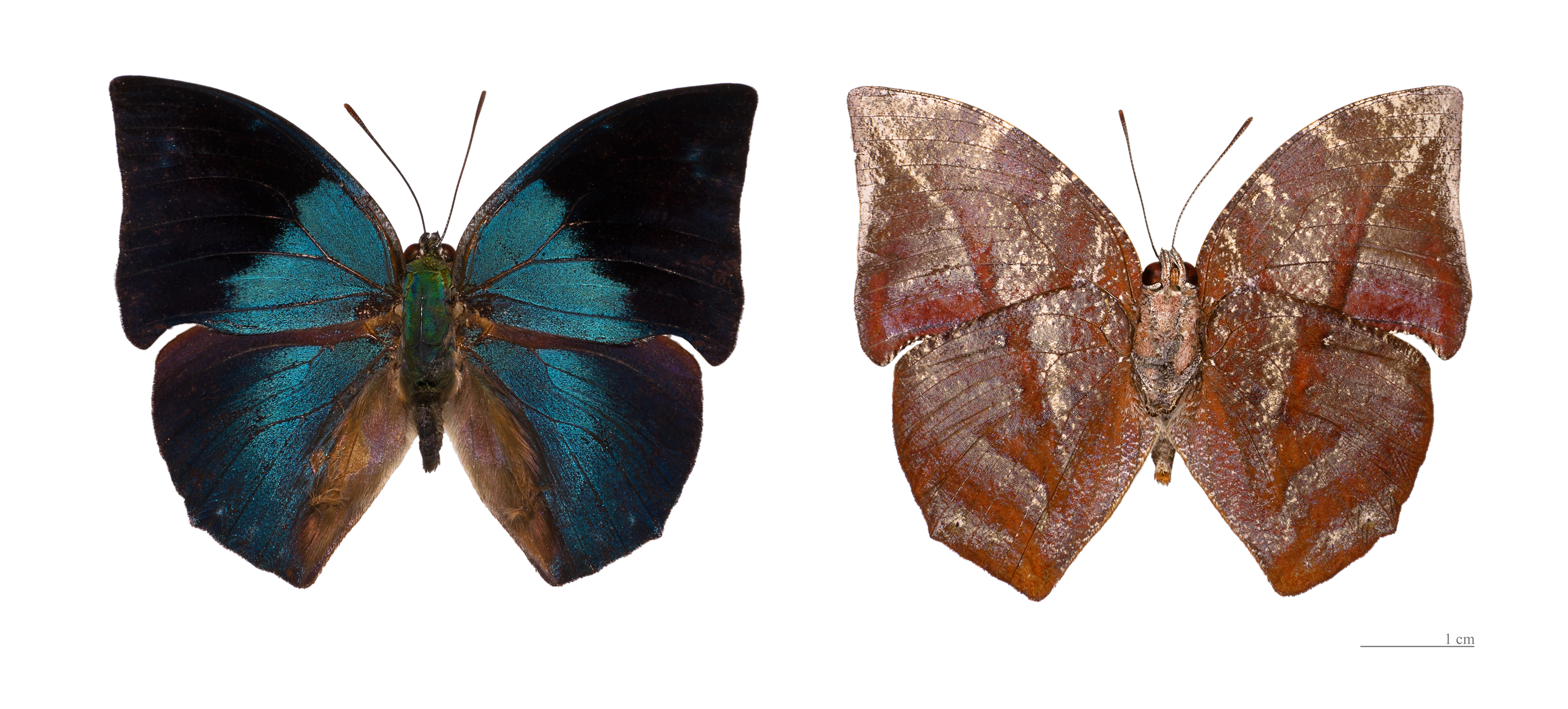
Memphis phantes - MHNT